# 1894 год в литературе

## Книги
- «Заячий ремиз» — повесть Н. С. Лескова.
- «Книга джунглей» — сборник рассказов Редьярда Киплинга.
- «Легенда о Великом инквизиторе» — философское и литературоведческое исследование Василия Васильевича Розанова.
- «Люди тумана» — роман с элементами жанра фэнтези Генри Райдера Хаггарда.
- «Простофиля Вильсон» — произведение Марка Твена.
- «Семья Поланецких» — роман польского писателя Генрика Сенкевича.
- «Смерть Тентажиля» — пьеса Мориса Метерлинка.
- «Скрипка Ротшильда», «Студент», «Учитель словесности», «Чёрный монах» — рассказы А. П. Чехова.
- «Удивительные приключения дядюшки Антифера» — произведения Жюля Верна.
- «Хитрости дипломатии» — рассказ Артура Конан Дойля о приключениях бригадира Жерара, не вошедший в сборник.
- «Черты из жизни Пепко» — роман русского писателя Д. Н. Мамина-Сибиряка.

## Поэзия
- «Стихи» (норв. Digte) — дебютный поэтический сборник норвежского писателя и поэта Габриэля Скотта.
- «Под северным небом» — первый поэтический сборник К. Д. Бальмонта.

## Родились
- 11 февраля — Дагмар Руин, финская шведско-язычная писательница (умерла в 1977).
- 20 февраля — Ярослав Ивашкевич, польский писатель, поэт, драматург, переводчик (умер в 1980).
- 13 июля — Исаак Бабель, русский советский писатель (умер в 1940).
- 26 июля — Олдос Хаксли, английский писатель (умер в 1963).
- 18 октября — Тибор Дери (Déry Tibor), венгерский писатель (умер в 1977).
- 10 ноября — Георгий Иванов, русский поэт, прозаик (умер в 1958).
- 18 ноября — Мануэль Аснар, испанский писатель, журналист (умер в 1975).
- 28 ноября — Фидлер, Аркадий, польский писатель (умер в 1985).
- 31 декабря – Мария Юшкевичова – польская писательница.

## Умерли
- 28 января — Франц фон Зеебург, немецкий писатель (родился в 1836).
- 31 марта – Клод-Эмиль Жолибуа, французский писатель (родился в 1813).
- 17 июля — Леконт де Лиль, французский поэт (родился в 1818).
- 17 августа — Жан-Франсуа Бонавентюр Флёри, французский писатель (родился в 1816).
- 5 сентября — Августа Вебстер, английская писательница, поэтесса, драматург, эссеист, переводчик (родилась в 1837).
- 7 сентября — Аурелиано Фернандес-Гуэрра-и-Орбе, испанский писатель, поэт, драматург (родился в 1816).
- 20 сентября – Эжен Тальбо, французский писатель
- 4 ноября — Мануэль Пайно, мексиканский писатель-костумбрист (умер в 1810).
- 3 декабря — Роберт Льюис Стивенсон, шотландский писатель и поэт (родился в 1850).
- 18 декабря — Джузеппе Барилли, итальянский учёный-математик и астроном, писатель.
- Лев Моисеевич Биншток, российский публицист, редактор (родился в 1836).